# Friedrich Martiny
Pour les articles homonymes, voir Martiny (homonymie).
Carl Friedrich Wilhelm Peter Martiny, né le 10 août 1819 à Liebsen, arrondissement de Sagan et mort le 7 avril 1897 à Dantzig, est un magistrat, avocat et homme politique prussien. Il est membre du Parlement de Francfort de 1848 à 1849 et de la Chambre des représentants de Prusse en 1862.

## Biographie
Martiny naît le à 10 août 1819 à Liebsen dans la province de Silésie en Prusse d'un père sous-lieutenant dans l'armée et propriétaire d'un domaine. Il étudie le droit à partir de 1838 à Breslau et Heidelberg, puis débute comme stagiaire (Referendar) puis assesseur à la cour d'appel (Obergericht) de Francfort-sur-l'Oder jusqu'en 1845, après quoi il exerce la fonction de juge remplaçant à Putzig de 1845 à 1847 puis celle de juge régional et municipal (Land- und Stadtrichter) à Friedland de 1847 à 1849.
En 1848, il est élu député au Parlement de Francfort dans la 21e circonscription de la province de Prusse, représentant l'arrondissement de Schlochau, et siège à partir du 18 mai. Il rejoint d'abord la fraction Donnersberg puis, en novembre, l'Association centrale de Mars qui réunit toutes les fractions de gauche. À partir de septembre, il travaille en outre comme rédacteur de la Neue Deutsche Zeitung à Francfort-sur-le-Main. En mars 1849, il vote contre l'élection du roi de Prusse Frédéric-Guillaume IV comme empereur des Allemands avant que, le 30 mai, son mandat ne s'achève.
Martiny participe cependant au parlement croupion à Stuttgart et prend part, entre mai et juin, au soulèvement du Palatinat rhénan en tant qu'envoyé du comité de défense révolutionnaire et du gouvernement provisoire à Karlsruhe, où il officie en outre comme secrétaire du Club du Progrès résolu (Club des entschiedenen Fortschritts) en juin. Bien qu'entretemps promu juge de district (Bezirksrichter) à Friedland, Martiny est traduit devant la justice pour haute trahison et maintenu en détention provisoire à Görlitz, puis Konitz, à partir de décembre. En 1851, il est acquitté par la cour d'assises (Schwurgericht) à Konitz.
Par la suite, Martiny est brièvement juge de district à Marienwerder, en Prusse-Occidentale, de 1851 à 1852, puis juge d'arrondissement (Kreisrichter) à Kaukehmen, en Prusse-Orientale, en 1852, avant de s'établir comme avocat dans cette dernière ville. En 1861, il est élu à la Chambre des représentants de Prusse dans la circonscription de Memel-Heydekrug sous les couleurs du Parti progressiste allemand. Gagné aux idées du théoricien socialiste Ferdinand Lassalle, il échoue cependant à obtenir des soutiens dans son parti et démissionne le 10 février 1862.
À partir de 1863, il est mandataire l'Association générale des travailleurs allemands en Prusse-Orientale puis, en 1868, s'installe à Dantzig où il travaille comme avocat et notaire. Titré honorifiquement conseiller judiciaire (Justizrat), Martiny préside le barreau de Prusse-Occidentale à partir de 1879 et, plus tard, le Conseil d'honneur (Ehrenrat) des avocats. Il meurt le 7 avril 1897 à Dantzig, à 77 ans.